# Alstonville

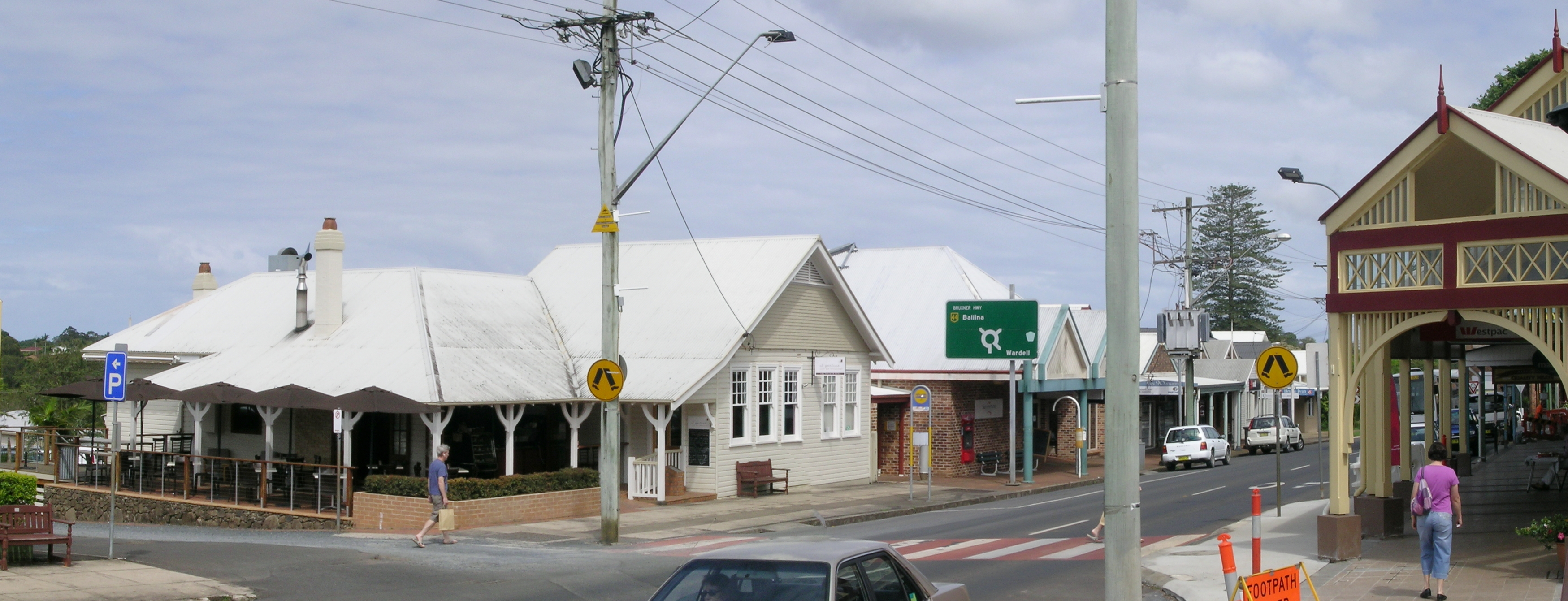
Rua principal

Alstonville é uma cidade australiana localizada no estado da Nova Gales do Sul. A sua população, segundo o censo de 2011, era de 5 648 habitantes.